# 파란색은 따뜻하다
《파란색은 따뜻하다》(프랑스어: Le bleu est une couleur chaude)는 쥘리 마로의 2010년 그래픽노블이다. 벨기에 출판사 글레나에서 처음 출간되었던 2010년부터 여러 만화제에서 다양한 상을 받은 것은 물론, 유럽에서 가장 큰 만화제인 앙굴렘 국제 만화 페스티벌에서 <독자상Prix du Public Cultura>을 수상한 책이다. 〈가장 따뜻한 색, 블루〉로 영화화되기도 했다. 대한민국에는 미메시스에서 정혜용 번역으로 출간되었다.